# Alan Green (Grafiker)
Alan Green (* 22. Dezember 1932 in London; † 7. Mai 2003 in Monmouth) war ein britischer Grafiker, Maler und Zeichner. Er gehört zu den Künstlern der Konkreten Kunst.

## Leben und Werk
Alan Green wuchs in London auf und studierte von 1949 bis 1953 an der Beckenham School of Art Illustration und Grafikdesign. 1953 bis 1955 leistete er Wehrdienst als Kartograf in Korea und Japan, wo er den japanischen Töpfer Shoji Hamada (1894–1978) besuchte. Von 1955 bis 1958 setzte Green sein Studium am Royal College of Art fort. 1958 heirateten die Bildhauerin June Barnes und Green. Das Paar bekam zwei Töchter. 1958 bis 1959 lehrte Green am Hornsey College of Art und lernte Maurice de Sausmarez, John Hoyland und Brian Fielding kennen. Er lehrte von 1961 bis 1966 am Leeds College of Art und beendete 1974 seine Lehrtätigkeit am Ravensbourne College in Kent.

## Ausstellungen (Auswahl)
- 1977: documenta 6, Kassel[3]
- 2005: Mäzene der Kunst auf Papier, Staatsgalerie Stuttgart
- 2006: VIP III. Arena der Abstraktion Museum Morsbroich, Leverkusen
- 2009: Die Neue Galerie–Auftritt im Schloss!, Neue Galerie, Kassel
- 2010: Alan Green–Paintings Drawings Prints Museum Wiesbaden, Wiesbaden

## Werke in Sammlungen
- Fundação Calouste Gulbenkian (Camjap)
- Neue Galerie (Kassel)
- Kiasma, Helsinki
- Museum für Konkrete Kunst, Ingolstadt
- Museum Liaunig, Kärnten
- Museum Morsbroich, Leverkusen
- Muzeum Sztuki w Łodzi, Łódź
- National Museum of Modern Art Kyōto, Kyōto
- Tate Britain, London
- Tate St. Ives, St Ives (Cornwall)[4]